# 15385 Dallolmo
15385 Dallolmo è un asteroide della fascia principale. Scoperto nel 1997, presenta un'orbita caratterizzata da un semiasse maggiore pari a 2,9603445 au e da un'eccentricità di 0,0802297, inclinata di 11,74510° rispetto all'eclittica.
L'asteroide è dedicato all'astronomo italiano Umberto Dall'Olmo.